# Национален музей-резерват „Битката за Киев от 1943 г.“
Национален музей-резерват „Битката за Киев от 1943 г.“ (на украински: Національний музей-заповідник «Битва за Київ у 1943 році») e национален културен, образователен и научно-изследователски музей, посветен на събитията от есента на 1943 г. – Днепърската битка и образуването на Лютежкото предмостие, битката за Киев от 1943 година.
Музеят се намира в покрайнините на село Нови Петривци, Вишгородски район, Киевска област. Директор на музея е Владислав Альохин.
Музеят е установен на 20 март 1945 г. с решение на Съвета на народните комисари на Украинска ССР и ЦК (б)У №425 „За създаването на музей-резерват „Бойното поле за Киев““.
На 14 май 2008 г. с указ на президента на Украйна Виктор Юшченко №437/2008 г. държавният музей-резерват „Битката за Киев от 1943 г.“ получава статут на „национален" музей-резерват.
За периода на своето съществуване, музей-резерватът е посетен от над 10 милиона души от 85 страни.
Всяка година на територията на музея се провеждат редица събития в памет на героите от Днепърската битка, митинги, срещи на ветерани, полагане на клетва от кадети и други.

## Историко-културен комплекс
Историко-културният комплекс включва:
- Защитена територия с площ от 8 хектара, включващ 650 метра пътни връзки, землянки и командни и наблюдателни пунктове на командващия 1-ви украински фронт армейски генерал Николай Фьодорович Ватутин, командващия 38-ма армия Кирил Семьонович Москаленко, член на Военния съвет на фронта, генерал-лейтенант Никита Сергеевич Хрушчов, командващия 3-та гвардейска танкова армия Павел Семьонович Рибалко.
- Образци на бойна техника от военно време на открито.
- Паметник музей на освободителите на Киев от немските окупационни сили. Построен е на територията на резервата през 1958 година. На мраморните пилони са посочени имената на всички части и части, удостоени със званието „Киевски“ и наградени с ордени за освобождението на Киев.
- Диорама „Битката за Киев. Лютежко предмостие. 1943 година“ . Открит е на 5 май 1980 г. в църквата „Св. Покров“ в село Нови Петривци. През 1993 г. е преместен в помещенията на Музея на Диорамата. Размерите на платното са 29х7 метра.[2] .
- Мемориалният комплекс „Героите на Лютежкото предмостие“ в центъра на село Нови Петривци, построен през 1983 г. в чест на 40-годишнината от битката за Днепър и освобождението на Киев. На паметните плочи на комплекса са графирани имената на около 1 850 войници и командири, загинали в боевете за освобождението на село Нови Петривци. В периода 2008 – 2012 г., 165 загинали незнайни войници са препогребани до мемориалния комплекс.
- Музей на Диорамата с площ от 1 100 кв. м., в която има изложбени зали и платно от диорами. Открит е в чест на 50-годишнината от освобождението на Киев през 1993 година.
- Параклисът „Св. Георги Победоносец“ е построен в чест на 65-годишнината от края на Втората световна война. Освещаването и тържественото откриване се състоя на 17 декември 2010 година.[3]
- Паметник на мотоциклетните войски от Втората световна война. Паметникът е официално открит на 25 юни 2011 година.[4]
- Стената на паметта се състои от 11 барелефа на Герои на Съветския съюз, родом от Вишгородска област. Създаден за 70-ата годишнина от освобождението на Киев през 2013 г.
- На 28 октомври 2014 г. на масовия гроб е монтиран „Паметен знак на Незнайния воин“.

Във фонда на музея са представени археологически, етнографски, фалеристични, нумизматични колекции, картини, скулптури, снимки и документи от времето на Втората световна война.

## Научна работа
Сътрудниците на музея провеждат изследвания на военновременни материали, изучавайки исторически материали за Киевската Полесия и Межигорския Спасо-Преображенски манастир – главният манастир на Запорожката армия в периода XVII-XVIII век.

## Галерия
- Паметник на войниците, освободили Киев
- Землянка на Никита Хрушчов
- Интериор на землянката на Николай Ватутин
- Землянка на Николай Ватутин
- Изведен от експлоатация танк Т-34
- Алея на славата
- Лютежко предмостие
- Диорама „Битката за Киев“
- Музейна експозиция
- Паметник „Символ на мира“
- Параклис „Св. Георги Победоносец“
- Паметен знак на Незнайния воин